# Монооксид тетрафосфора
Монооксид тетрафосфора — бинарное неорганическое соединение фосфора и кислорода, оксид фосфора с химической формулой P4O, представляет собой красно-бурые кристаллы. Плотность 1,891 г/см3; при 270-280°С воспламеняется; в сухом воздухе устойчив до 350°C, при нагревании в инертном газе разлагается с выделением фосфора P и декаоксида тетрафосфора P4O10. Не реагирует с водой, во влажном состоянии разлагается на воздухе выше 100°С

## Методы получения
- Монооксид тетрафосфора образуется при сжигании фосфора в недостатке кислорода.
- При взаимодействии оксихлорида фосфора POCl3 с алюминием, цинком (при 100°С) или белым фосфором (при 250°С).
- А также при длительной выдержке на воздухе раствора фосфора P в трихлориде фосфора PCl3 и диэтиловом эфире.

## Физические свойства
Красно-бурые кристаллы.

## Химические свойства
- Не реагирует с водой.
- Разлагается во влажном воздухе.